# Vicia ferreirensis
Vicia ferreirensis là một loài thực vật có hoa trong họ Đậu. Loài này được Goyder miêu tả khoa học đầu tiên.